# Chlosyne pardelina
Chlosyne pardelina är en fjärilsart som beskrevs av Higgins 1960. Chlosyne pardelina ingår i släktet Chlosyne och familjen praktfjärilar. Inga underarter finns listade i Catalogue of Life.